# 北九州市立いのちのたび博物館
北九州市立いのちのたび博物館（きたきゅうしゅうしりついのちのたびはくぶつかん）は、福岡県北九州市八幡東区東田にある公立の博物館である。
正式には北九州市立自然史・歴史博物館（きたきゅうしゅうしりつしぜんし・れきしはくぶつかん）と称する。

## 概要
この博物館は、元々は以下の3つの博物館に分かれていた。
- 北九州市立歴史博物館（小倉北区、現・北九州市立文学館）
- 北九州市立考古博物館（小倉北区、現・北九州市立埋蔵文化財センター）
- 北九州市立自然史博物館（八幡東区、旧八幡駅ビル内）

北九州市では東田地区文化施設整備構想検討委員会の提言（SHINE構想）に基づきこれらを集約した上で、新たに20世紀の北九州市を支えた産業の歴史を加え、太陽系の誕生から現代に至るまでの歴史を展示する場所として新たな博物館を作ることとなり、新日本製鐵八幡製鐵所の工場跡地の一角に建設された。
建物は、2001年に開かれた北九州博覧祭で恒久施設として建設され、会場の現地本部として使われたものであり、博覧祭期間中も一部スペースで「プレオープン」として関連展示を行っていた。その後、博覧祭終了後の2002年11月3日に正式オープンした。
常設展として、自然史部門では恐竜をはじめとした様々な生物を展示しており、歴史部門では「路」をテーマに東アジア世界での文物の交流をテーマとした展示をしている。生命の歴史をテーマとしたアースモールでは展示空間の大きさを生かし、スーと呼ばれるティラノサウルスをはじめ恐竜の等身大全身骨格復元の展示も行われている。また、かつてスペースワールドで展示していた月の石の常設展示も行っていたが、その後は近隣のスペースLABOに移管されている。その他随時特別展を開催している。
北九州市の市制50周年と開館10周年を記念して2013年3月23日にリニューアルオープンした。さらに2023年にも市政60周年と開館20周年に合わせてリニューアルされている。

## 利用案内
- 所在地 : 〒805-0071 福岡県北九州市八幡東区東田2-4-1
- 開館時間 : 9時から17時（入館は16時30分まで）
- 休館日 : 年末年始、害虫駆除期間（6月下旬の1週間程度）
- 入館料 : 大人600円、大・高校生360円、小・中学生240円、幼児・障がい者（障害者手帳所持者）は無料、65歳以上（適応条件有り）は7割引。
  - 団体割引（全体で30名以上）は2割引。
  - 特別展示は別途定める。

## 沿革
- 1975年（昭和50年）8月1日 - 北九州市立歴史博物館開館
- 1978年（昭和53年）4月 - 戸畑市民会館内に「自然史博物館開設準備室」設置
- 1981年（昭和56年）5月2日 - 北九州市立自然史博物館が八幡駅ビルの 2・3・4 階を仮施設として開館
- 1983年（昭和58年）8月1日 - 北九州市立考古博物館開館 九州最初の考古学専門博物館として小倉北区金田一丁目に開館
- 1996年（平成8年）10月 - 「東田地区文化施設整備構想検討委員会」（委員長 有馬朗人 東京大学名誉教授）、シャイン博物館構想を報告
- 1999年（平成11年）6月 - （仮称）北九州市立自然史博物館・歴史博物館起工
- 2001年（平成13年）3月 - （仮称）北九州市立自然史博物館・歴史博物館の建物が竣工
- 2002年（平成14年)11月3日 - 北九州市立自然史・歴史博物館 開館（小野勇一館長）
- 2010年（平成22年）4月 - 伊藤明夫館長が就任
- 2012年（平成24年）12月3日 - リニューアル工事閉館
- 2013年（平成25年）3月23日 - リニューアルオープン
- 2015年（平成27年）4月 - 上田恭一郎館長が就任
- 2023年（令和5年）2月 - リニューアル工事閉館
- 2023年（令和5年）3月4日 - リニューアルオープン

## 交通
- JR九州鹿児島本線 スペースワールド駅より徒歩5分
- 小倉駅、黒崎駅などから西鉄バスに乗車し「八幡東区役所下」または「中央2丁目」下車、徒歩約10分
- 北九州高速道路 枝光出入口または東田出入口より車で約3分

## 周辺施設
- 北九州市環境ミュージアム
- 北九州イノベーションギャラリー
- 北九州市科学館（スペースLABO）
- 東田第一高炉跡広場
- イオンモール八幡東
- 九州労働金庫北九州西支店

## ギャラリー
- 北東側より外観を見る（2003年10月撮影）
- 北西側より外観を見る（2003年10月撮影）
- アースモールの恐竜展示室（2003年10月撮影）
- アースモールの恐竜展示室（2003年10月撮影）
- アースモールを見下ろす（2003年10月撮影）